# 宇崎慧
宇崎 慧（うざき けい、1970年1月29日 - ）は、日本の俳優、ファッションモデルであり、本名は津端 清司（つばた せいじ）。東京都出身。

## 来歴・人物
- 身長186cm、74kg、明治大学卒業。
- 有限会社デペッシュ所属。
- 趣味：スポーツ観戦・旅行、特技：テニス・バレーボール・英会話。
- 90年代半ばから2000年代半ばにかけて俳優として数多くのテレビドラマ・映画・舞台に出演したが、2005年を最後に俳優としての仕事から遠ざかっている。
- 1999年から足掛け5年間に渡り放送されたCBC制作のテレビドラマ『キッズ・ウォー』シリーズでは、主人公である今井茜の実の父親(中西伸二)役を全シリーズで演じ抜いた。
- 現在はモデルとして、本名の津端清司名義で活動している。[要出典]

## 出演

### テレビ
- 輝く季節の中で（CX、1995年）
- ドラマ30
  - 風たちの遺言（CBC、1995年）
  - キッズ・ウォー シリーズ（CBC、1999年〜2003年） - 中西伸二役
  - ことぶきウォーズ（CBC、2004年） - 矢沢雄介役
- Change!（ABC、1995年）
- 愛とは決して後悔しないこと（TBS、1996年） - 小泉慧役
- 古畑任三郎 S2第5話「偽善の報酬」（通算第18回、1996年2月7日、フジテレビ） - 5話 山崎浩役
- 花王ファミリースペシャル
  - 花嫁介添人がゆく（KTV、1996年）
- 対極の天（CX、1996年）
- 八月のラブソング（日本テレビ、1996年）
- 立入禁止!STAFF ONLY（CX、1997年）
- 天才・神津恭介の殺人推理（テレビ朝日、1997年） - 田島一弘役
- 連続テレビ小説 あぐり（NHK、1997年） - 152話 記者役
- 名探偵・由利麟太郎 蝶々殺人事件（テレビ朝日、1998年） - 小野竜彦役
- 愛しすぎなくてよかった（テレビ朝日、1998年）
- 江戸川乱歩　陰獣（テレビ朝日、1998年） - 平田一郎役
- 必要のない人（NHK、1998年）
- 先生知らないの?（TBS、1998年） - 外務省のエリート役
- ”1998”バトルな女ドラマ 七人のOLソムリエ（TBS、1998年） - 宇田川役
- サラリーマン金太郎 シリーズ（TBS、1999年〜2004年） - 椎名忠志役
- ナオミ 第8話（CX、1999年） - ゲスト
- 救急ハート治療室（KTV、1999年）
- ベストフレンド（テレビ朝日、1999年）
- 青い鳥症候群（テレビ朝日、1999年）
- 新・部長刑事 アーバンポリス24（朝日放送、1999年）
- らぶ・ちゃっと（CX、2000年） - Chat.16 逃亡ゲーム 横山和男役
- 金曜日の恋人たちへ（TBS、2000年） - 武井祐治役
- ワンダフルミニドラマ〜狂った夏（TBS、2000年） - 陽介役
- ガーデンデザイナー春川さくら 月下美人の殺意（CX、2000年） - 前田役
- ビッグウイング（TBS、2001年） - 小泉正太役
- 女子アナ。（CX、2001年） - 11話 飯田役
- 史上最悪のデート（日本テレビ、2001） - The Last DATE 伊集院役
- 救命病棟24時第2シリーズ（CX、2001年） - 北村圭二役
- ハッピー・エンド（CX、2001年） - 後藤一世役
- おばさん会長・紫の犯罪清掃日記！ゴミは殺しを知っている2（TBS、2001） - 後藤英寿役
- 女と愛とミステリー主婦探偵・河原綾子ののぞき見事件簿（テレビ東京、2001年） - 倉橋正一役
- 伊豆・天城越え殺人事件（テレビ東京、2001年） - 小川刑事役
- だめんず・うぉ〜か〜（日本テレビ、2002年） - 高梨清彦役
- 利家とまつ〜加賀百万石物語〜（NHK、2002年） - 蒲生氏郷役
- Dr.コトー診療所（CX、2003年） - 柏木秀一役
- 法医学教室の事件ファイル 死体の顔は別の顔？（テレビ朝日、2004年） - 太田弘介役
- 江戸前鮨職人 きららの仕事（TBS、2005年）
- 水戸黄門 第35部 第4話（TBS、2005年） - 田川平九郎役

### 映画
- 花より男子（東映、1995年）
- サラリーマン金太郎（東宝、1999年） - 椎名忠志役
- 悪魔の刑事まつり（2004年）

### 舞台
- 近代能楽集・葵上（1996年・1998年）
- 黒蜥蜴 （1997年）
- 花粉熱（1998年）
- 反町ゴールデン銀座商店街（1998年）
- 暗くなるまで待って（2002年）

### CM
- 松下電器産業（現 パナソニック）　ソイエ
- ツムラ　クールバスクリン
- DDIセルラー
- NTTコミュニケーションズ